# アートディレクション
アートディレクション（Art Direction）とは、美術表現、芸術表現をもちいた総合演出を手がける職務。
広告、グラフィックデザイン、装幀、パッケージ、インタラクティブ、映像、環境・空間などにおいて、主に視覚的表現手段を計画し、総括、監督する。案件のプランニングからプレゼンテーション、撮影ディレクション、デザインなどクリエイティブにおけるクオリティーコントロール全般を行う。
アートディレクター（Art Director）はアートディレクションを実行する人のこと。